# Park der Kathedrale
Der Park der Kathedrale (rumänisch: Parcul Catedralei) ist ein Park im Zentrum von Timișoara. Er befindet sich hinter der rumänisch-orthodoxen Kathedrale, gegenüber dem Zentralpark und erstreckt sich über eine Fläche von 45.400 Quadratmetern.

## Geografische Lage
Der Park der Kathedrale liegt im Bezirk Cetate, hinter der rumänisch-orthodoxen Kathedrale, zwischen dem Begakanal, dem Bulevardul Regele Ferdinand und dem Bulevardul 16 Decembrie 1989.

## Beschreibung
Der Park der Kathedrale erstreckt sich über eine Fläche von 45.400 Quadratmetern, davon sind 38.000 Quadratmeter mit Bäumen bepflanzt, 2.900 Quadratmeter sind als Alleen angelegt, der Rest ist Grünfläche.
Der Park wurde 1967 nach den Plänen des Architekten Ştefan Iojică, gleichzeitig mit dem Alpinet-Park am gegenüberliegenden Begaufer, angelegt, um eine einheitliche Gestaltung der beiden Begaufer zu gewährleisten. Dazu gehörte die Gestaltung der Uferpromenade, das Anlegen der Stufen, die hinab zur Bega führen, die artesischen Brunnen, die Beleuchtung und die ersten Bepflanzungen.
Der Park beherbergt 595 Laubbäume und 244 Nadelbäume. Eiben, Kastanien, Robinien und Platanen, aber auch Magnolien (Magnolia kobus) sind hier anzutreffen,
ebenso wie Tannen, Kiefern, Fichten, Birken, Ulmen, Blutpflaumen (prunus cerasifera nigra), Weiden, Forsythien, Ahorn, Eichen und Flieder.